# Knut Odner
Knut Odner, född den 7 december 1924, död den 4 mars 2008, var en norsk arkeolog och socialantropolog.
Odner tog en magistergrad i arkeologi och arbetade vid Universitetet i Bergen från 1963 till 1971. Under denna period reste han även till Kenya och arbetade vid The British Institute of History and Archaeology in Eastern Africa. Han var därefter verksam vid Universitetet i Oslo. År 1989 disputerade Odner på avhandlingen The Varanger Saami.
En stor del av Odners publicerade forskning handlade om samer, främst på Varangerhalvön. Till Odners bestående bidrag hör hans modell för den samiska etnicitetens uppkomst, som han, inspirerad av antropologen Fredrik Barths teorier, utvecklade i den lilla boken Finner og terfinner (1983).